# Narciarstwo klasyczne
Narciarstwo klasyczne (lub dawniej także: norweskie) – dyscypliny narciarstwa, które wykształciły się, w dużej mierze w krajach skandynawskich, bazując na tradycyjnych nartach „z wolną piętą” – z wiązaniem przytrzymującym jedynie przednią część buta. Określenie: „narciarstwo norweskie” wywodziło się z dużego wkładu Norwegów w kształtowanie tych dyscyplin.
Głównymi dyscyplinami sportowymi narciarstwa klasycznego są:
- Biegi narciarskie
- Kombinacja norweska, składająca się z biegów i skoków narciarskich.
- Skoki narciarskie

Od 1925 rozgrywane są Mistrzostwa świata w narciarstwie klasycznym.